# الفريعات

تعديل مصدري - تعديل

الفريعات هي إحدى قرى عزلة سباح بمديرية سباح التابعة لمحافظة أبين، بلغ تعداد سكانها 224 نسمة حسب تعداد اليمن لعام 2004.